# Skrobanie

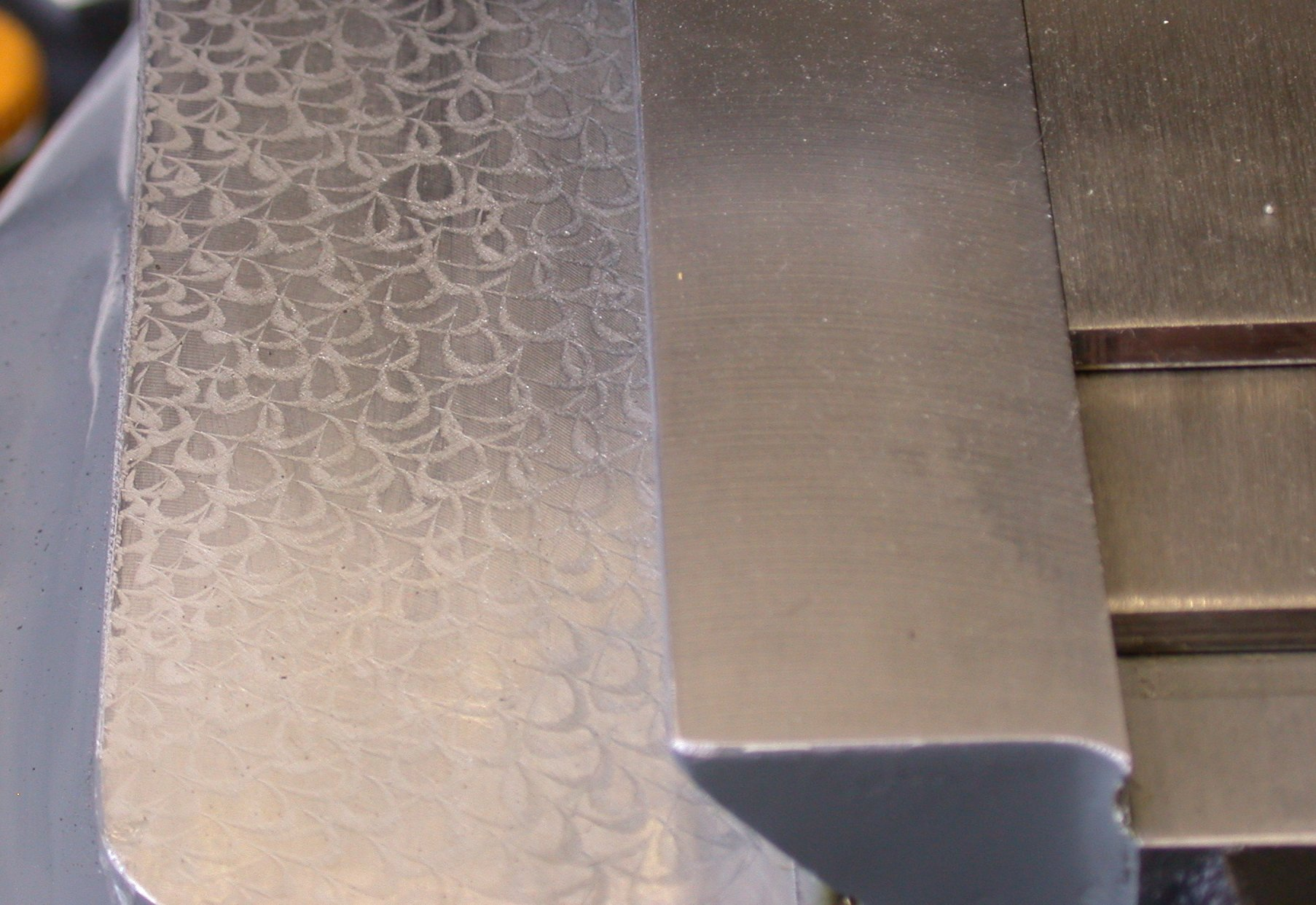
Wygląd powierzchni skrobanej maszynowo

Skrobanie – rodzaj obróbki ślusarskiej polegający na ręcznym skrawaniu z powierzchni wstępnie obrobionego przedmiotu cienkich i drobnych wiórków za pomocą skrobaków. Grubość warstwy skrawanej jednorazowo wynosi około 0,01 mm.
Skrobanie ma na celu usunięcie śladów poprzedniej obróbki np. frezowania oraz otrzymanie powierzchni o odpowiedniej chropowatości i licznych płytkich wgłębieniach, które zapobiegają zbyt silnemu przyleganiu powierzchni do siebie oraz ułatwiają smarowanie. Jest stosowane szczególnie w przypadku, gdy obrabiane powierzchnie mają dokładnie do siebie pasować lub przesuwać się po sobie. Skrobaniu podaje się prowadnice obrabiarek skrawających, wodziki maszyn parowych, panewki łożysk, płyty traserskie, liniały, kątowniki  itp. Kontrolę postępu dopasowania realizuje się za pomocą tzw. tuszowania. W tym celu pokrywa się jedną ze współpracujących powierzchni cienką warstwą specjalnej farby i obserwuje się ślady odciśnięte na drugiej powierzchni. W przypadku niedostatecznego przylegania, skrobie się wystające miejsca pokryte farbą zaczynając od miejsc, w których farba została starta w wyniku kontaktu dwu powierzchni. Operacje te powtarza się aż do osiągnięcia wymaganego stopnia przylegania. Dokładność obróbki mierzy się ilością i równomiernością rozkładu plamek. Najdokładniejsze powierzchnie mają od 20 do 25 plamek na kwadracie o boku 25 mm. 
W celu nadania powierzchni skrobanej estetycznego wyglądu można ręcznie lub mechanicznie wykonać drobne ryski tworzące regularny wzór np. szachownicę. Jest to tzw. kostkowanie (mazerowanie). 